# Wartenberg-Rohrbach
Wartenberg-Rohrbach là một đô thị thuộc thuộc huyện Donnersberg, Đức. Đô thị Wartenberg-Rohrbach có diện tích 4,46 km², dân số thời điểm ngày 31 tháng 12 năm 2006 là 562 người.